# Réserve spéciale d'Anjanaharibe-Sud
La réserve spéciale d'Anjanaharibe-Sud est une aire protégée de Madagascar. C'est avec le parc national de Marojejy l'un des deux endroits où l'on retrouve le sifaka soyeux (Propithecus candidus).

## Géographie
La réserve se situe à 30 km de la ville d'Andapa, dans la région Sava dans le Nord-Est de Madagascar.
Elle se situe sur une altitude entre 500 et 1500 mètres, avec des pics de 2 064 m.
Deux rivières traversent la réserve, la Fotsialanana et la Marolakana, des affluents de l'Ankaibe.

## Écosystème
Anjanaharibe_Sud abrite un des primates les plus rare au monde:le propithèque soyeux, de l'indri indri, de l'aye-aye, de lémuriens à ventre rouge. Parmi les 112 espèces d'oiseaux existants dans le parc, on peut citer entre autres le grèbe malgache, l'aigle serpentaire, le râle de Madagascar, le mésite unicolore.
La flore y est composée d'une forêt dense humide sempervirente de moyenne altitude.